# 김C
김C(본명: 김대원, 본명 한자: 金大元, 1971년 11월 15일 ~ )는 대한민국의 싱어송라이터이다. 뜨거운 감자에서 보컬을 맡고 있다.

## 생애
김C는 1971년 11월 15일, 강원도 춘천에서 출생하였고 경기도 양주에서 잠시 유년기를 보냈으며 초등학생 때부터 춘천고등학교를 졸업할 때까지 야구 선수로 활동하였다. 고등학생 시절까지 선수였던 인연으로 천하무적 야구단의 감독이 되었다. 1993년 언더그라운드 라이브 클럽에서 록 음악 가수로 첫 데뷔한 그는 체육특기생 대학 진학에 실패한 이후에 한때 폐결핵에 걸릴 정도로 방랑하다가 강산에를 만났고, 그에게 전문적인 록 음악 작업을 배웠다. 그리고 윤도현의 소개로 베이시스트 고범준을 만나면서 1997년, 뜨거운 감자를 결성하였다.
《윤도현의 러브 레터》에서 〈삐딱이 김C와 아름다운 세상 만들기〉라는 코너를 진행하면서 대중들에게 조금씩 알려졌다. 《해피 선데이》내의 〈1박 2일〉, 《천하무적 토요일》내의 〈천하무적 야구단〉등의 예능 프로그램에 출연하였고, 연극배우, 영화 배우, 영화 음악 작곡가로도 활약해 오고 있다. 다큐멘터리의 나레이션이나 공공 CF 목소리 출연을 하기도 했다.
2010년 출연했던 모든 프로그램을 정리하고 독일로 유학을 갔었고, 2012년부터 2013년 4월 6일까지 이야기쇼 두드림을 김용만, 노홍철, 이해영과 함께 진행하였다.
2013년 부인 유모씨와 이혼했으며, 결혼 13년만에 협의 이혼 하였다. 이는 2014년 8월 4일 뒤늦게 밝혀지면서 논란이 일었다.

## 학력
- 1984년 춘천국민학교 졸업
- 1987년 춘천중학교 졸업
- 1990년 춘천고등학교 졸업

## 연예 활동

### 음반
- 《NAVI》 (2000년)

1. 럭비공
2. 무언
3. 여의도의 꽃들은 좋겠네
4. 철수의 일기
5. 진공 아리랑
6. 13월
7. 일
8. 오늘 난 뭐했나?
9. 내 꿈에 관한 짧은 얘기
10. Time
11. 고현정

- 《New Turn》 (2003년)

1. 맛좀봐라
2. 풋사과
3. 걱정마 Yohey!
4. U Turn
5. 아이러니
6. 잡담
7. 몰라, 정말몰라
8. 서울 기러기
9. 난 나를 사랑할줄 몰랐습니다
10. Bless Me

- 《연기+날아다니는 김C의 휴지통 비우기 패키지 》 (2006년 3월 21일)

1. (CD) Today Is
2. 봄바람 따라간 여인
3. 강변북로를 걷는 여자
4. 좌절금지
5. 101동 111호
6. 청춘
7. 구름
8. Perfect Loser
9. Question
10. 미안해
11. 각설탕
12. 내가 날아간 자리
13. Hidden Track
14. (도서) 프롤로그 - 시작인가?
15. 좌절금지
16. 미안해요, 위노나 라이너
17. 싫은데......
18. 각설탕
19. 재미...... 있을까?
20. 에필로그 - 사랑은

- 《연기(年記)》(2006년 3월 21일)

1. Today Is
2. 봄바람 따라간 여인
3. 강변북로를 걷는 여자
4. 좌절금지
5. 101동 111호
6. 청춘
7. 구름
8. Perfect Loser
9. Question
10. 미안해
11. 각설탕
12. 내가 날아간 자리
13. Hidden Track

- 《The Journey Of Cultivating A Potato Field)》 (2008년 9월 25일)

1. 따르릉
2. 도마뱀
3. 비 눈물
4. 생각
5. 수학이 좋다
6. 소라를 줍는 여정
7. 미신
8. 못생긴 소년
9. Knock
10. 코메디

### 연극
- 2010년《사나이 와타나베, 완전히 삐지다》(장항준 연출)[9][10]

| 연도 | 작품명                           | 담당        | 배역                    | 비고                                               |
| ---- | -------------------------------- | ----------- | ----------------------- | -------------------------------------------------- |
| 2015 | 나의 절친 악당들                 | 배우        |                         | 특별 출연                                          |
| 2009 | 애자                             | 배우        | 곽형구 (맞선남)         | 특별 출연                                          |
| 2008 | 오이시맨 (Oishi Man)             | 원안        |                         |                                                    |
| 2008 | 정글 피쉬 (Jungle Fish)          | 배우        | 재타의 삼촌             | TV용 중편 영화                                     |
| 2007 | 별빛 속으로 (For Eternal Hearts) | 배우        | 노란 샤쓰 (수지의 오빠) | 뜨거운 감자의 멤버 고범준과 함께 영화 음악을 담당. |
| 2006 | 나스카 3D                        | 목소리 해설 | 목소리 해설             | 한국판 더빙                                        |
| 2005 | 거칠마루                         | 목소리 해설 | 목소리 해설             |                                                    |
| 2004 | 만남                             | 감독        |                         | 단편 영화                                          |

| 연도           | 채널  | 작품명                                | 배역            | 비고               |
| -------------- | ----- | ------------------------------------- | --------------- | ------------------ |
| 2009           | KBS1  | 걸어서 세계 속으로                    | 목소리 해설     | 다큐멘터리 시리즈  |
| 2008           | KBS1  | 걸어서 세계 속으로                    | 목소리 해설     | 다큐멘터리 시리즈  |
| 다큐멘터리 3일 | KBS1  |                                       | 목소리 해설     | 다큐멘터리 시리즈  |
| 2007           | MBC   | 《베스트 극장》 〈로맨스 파파〉       | 이영만 (이리나) | 단막극             |
| 2006           | M.net | 추락천사 제니                         | 현세 (29세)     | 드라마             |
| 2006           | MBC   | 《베스트 극장》 〈잘 지내나요, 청춘〉 | 마형            | 단막극             |
| 2006           | MBC   | 레인보우 로망스                       | 김 교수         | 시트콤             |
| 2005           | KBS2  | 사랑도 리필이 되나요?                 |                 | 시트콤 (특별 출연) |

| 연도            | 채널       | 프로그램                                | 비고                                                     |
| --------------- | ---------- | --------------------------------------- | -------------------------------------------------------- |
| 2007            | SBS 러브FM | 김C의 멋진 아침                         | [ 16 ] [ 17 ]                                            |
| 2006            | SBS 러브FM | 김C의 멋진 아침                         | [ 16 ] [ 17 ]                                            |
| 2005            | MBC FM4U   | 김C의 스타일                            | 종영한 뒤엔 《푸른밤 그리고 성시경입니다》로 개편되었다. |
| 2004            | MBC FM4U   | 김C의 스타일                            | 종영한 뒤엔 《푸른밤 그리고 성시경입니다》로 개편되었다. |
| 김C의 음악 살롱 | MBC FM4U   | 故이종환이 하차하면서 후임 DJ가 되었다. |                                                          |
| 김C의 음악 살롱 | MBC FM4U   | 故이종환이 하차하면서 후임 DJ가 되었다. | 2003                                                     |

| 기간            | 채널 | 프로그램                                | 담당                                                        |
| --------------- | ---- | --------------------------------------- | ----------------------------------------------------------- |
| 2009년 ~ 2010년 | SBS  | 《당신이 궁금한 그 이야기 - 큐브》      | 스토리텔러                                                  |
| 2007년 ~ 2010년 | KBS2 | 《해피 선데이》 〈1박 2일〉             | 고정 멤버                                                   |
| 2009년          | KBS2 | 《천하무적 토요일》 〈천하무적 야구단〉 | 야구단 감독                                                 |
| 2008 ~ 2009년   | SBS  | 대한민국 국민고시                       | 고정 패널                                                   |
| 2008~2009년     | KBS1 | 걸어서 세계속으로                       | 내레이션                                                    |
| 2006년          | KBS2 | 《위기탈출 넘버원》                     | 고정 패널                                                   |
| 2005 ~ 2006년   | KBS1 | 청년불패                                | 진행자                                                      |
| 2009년          | KBS1 | 생로병사의 비밀                         | 내레이션                                                    |
| 2012년          | KBS2 | 이야기쇼 두드림                         |                                                             |
| 2013년          | MBC  | 무한도전 자유로 가요제                  | 정준하와 듀엣작업(곡명: 사라질것들, feat. 이소라, Beenzino) |
| 2016년          | MBN  | 여행생활자 집시맨                       | MC                                                          |

## 에피소드
- 2006년 12월 2일 위건 애슬레틱 FC와 리버풀 FC와의 프리미어리그 경기를 시작으로 2006-07 시즌 동안 XTM에서 축구 해설자로 활동하기도 하였다.[21]
- 김C라는 예명은 윤도현 등의 음악인들과 함께할 때, 서로를 "김씨", "윤씨"로 부르면서 얻었다고 한다.

## 인간 관계
- 록 음악 가수 윤도현, 힙합 가수 타이거 JK, 강산애, 작곡가 겸 가수 조정치와 절친한 친구 관계이다.

## 저서
- 2006년 2월 20일 출간. 《날아다니는 김C의 휴지통 비우기》(수필)